# La Crosse (Washington)
Pour les articles homonymes, voir La Crosse.
La Crosse est une ville située dans le comté de Whitman dans l'État de Washington, aux États-Unis. Elle comptait 313 habitants au recensement de 2010.